# Sporthelm

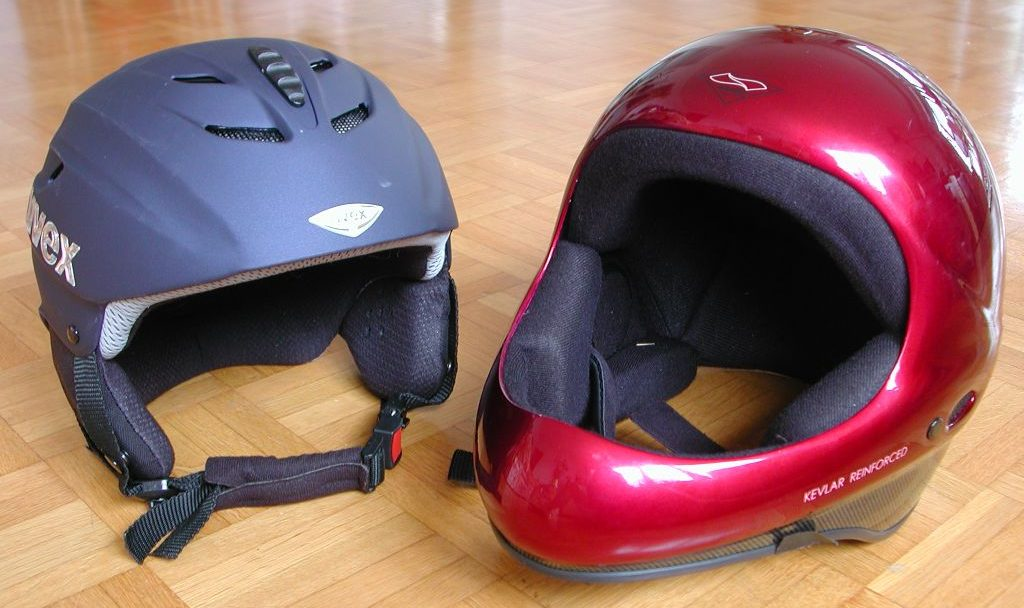
Ein Ski- und ein Gleitschirmhelm

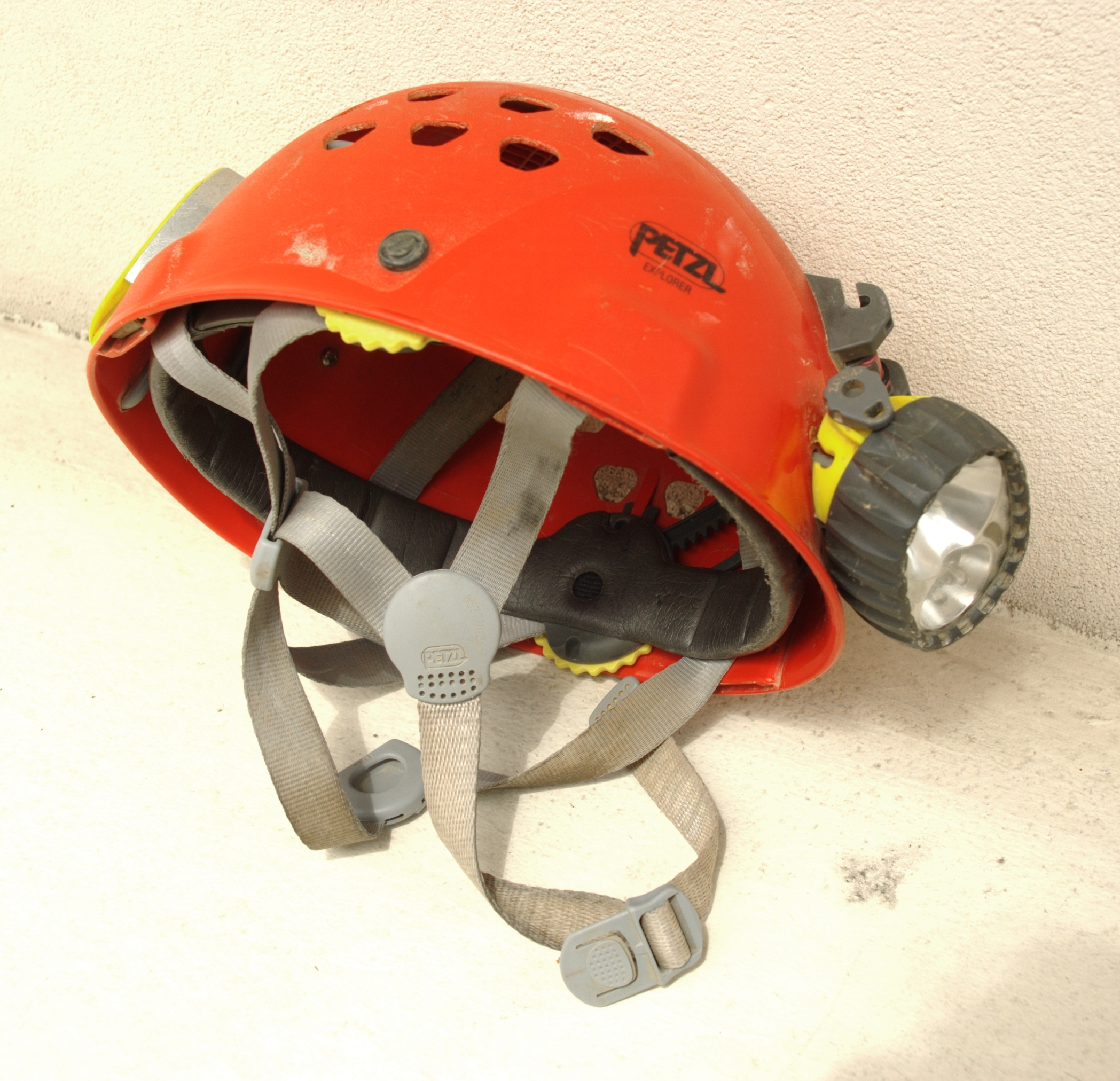
Kletterhelm mit Stirnlampe

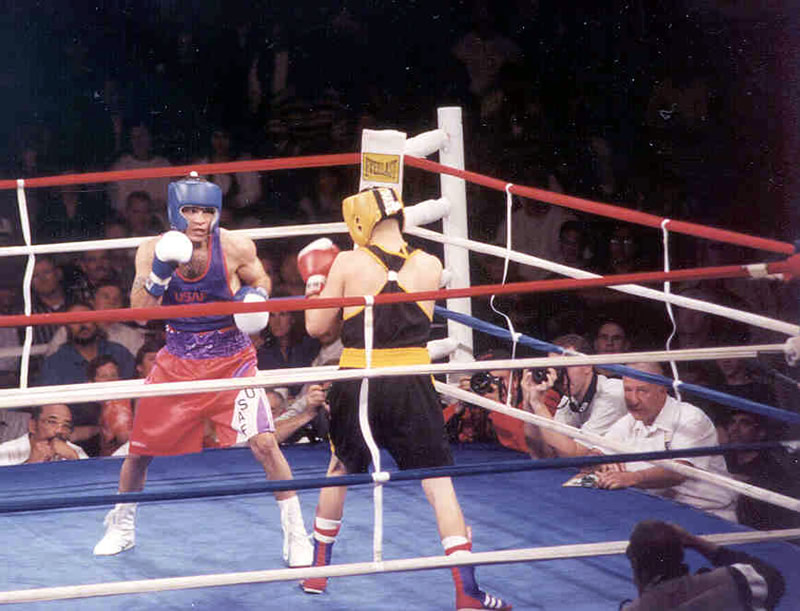
Sporthelm beim Boxen

Ein Sporthelm schützt den Kopf eines Sportlers. Dies kann ein Schutz sein:
- vor Fremdkörpern, beispielsweise vor herunterfallenden Steinen
- für den Fall eines Sturzes auf den Kopf
- bei einem Zusammenstoß des Kopfes mit Personen oder Gegenständen.

Im Sport, speziell bei Kontaktsport und bei sogenannten Risikosportarten ist die Kopfverletzung oft Teil des typischen Verletzungsmusters. Kopfverletzungen als Folge von Sport-Unfällen können den outcome aufgrund der lebensbedrohlichen Blutungen und Gewebeschäden im Schädelinneren negativ beeinflussen. Besonders verstärkt in Zusammenhang mit Thoraxverletzungen, weil hier die Sauerstoffversorgung gestört ist, neben dem Blutkreislauf ein zentraler Pfeiler für die autonome Schadensbegrenzung beim Schädel-Hirn-Trauma. Daher wird in vielen Sportarten zur Reduktion der Verletzungsschwere das Tragen eines Sporthelmes empfohlen, in einigen ist es vorgeschrieben, z. B. in Deutschland beim Gleitschirmfliegen und bei Reitsport-Wettbewerben. Bei vielen Wettkämpfen ist das Tragen eines Helms bzw. eines geeigneten Kopfschutzes vorgeschrieben.

## Moderne Sporthelme
Moderne einfache Sporthelme mit einer harten Außenschale sind meist aus widerstandsfähigem Kunststoffmaterial wie Polycarbonaten oder ABS hergestellt, oft durch Glas-, Aramid- oder Kohlenstofffasern verstärkt. An dieser Schale sind die Fixierungsmittel (Gurte, Polsterung) angebracht. Der Übergang zu industriellen Schutzhelmen (Bauhelm, Forsthelm usw.) ist fließend; Helme müssen je nach Einsatzzweck unterschiedliche Prüfnormen erfüllen.
Der technische Aufbau eines komplexen Reithelms und anderer Sporthelme für risikoreiche Sportarten besteht aus zwei Schichten mit jeweils spezialisierter Funktion: Einer dünnen hart-elastischen Außenhülle aus widerstandsfähigem Kunststoffmaterial. Diese Hülle dient der Fixierung der Helmanbauten wie dem Visier und der Fixierung des Helms auf dem Kopf durch Vergurtung, dem Schutz der für die Dämpfungsfunktion entscheidenden Styroporschicht gegen scharfkantige Gegenstände, sowie als Gleitfläche beim Aufprall. Unter dieser elastischen Schutzschicht befindet sich die stoßdämpfende dicke Schale aus deformierbarem Styropor. Der Schaum aus Polystyrol dient der Dämpfung der auf den Kopf wirkenden stumpfen Kräfte dadurch, dass die winzigen luftgeschäumten Kunststoffpartikel nachgeben und sich dadurch dauerhaft verformen und verdichten. Die Schaumschicht kann an der Auftrittsstelle der Kraft durchaus um ½ Zentimeter komprimiert werden, vergleichbar mit einer Knautschzone am PKW. Durch diese endgültige Verformung bzw. Zerstörung der Schaumstruktur des Styropor wird die einwirkende Kraft eines Sturzes verarbeitet, d. h. aufgenommen und eine deutlich geringere Kraft an den zu schützenden Kopf weitergeleitet. Nach jedem Sturz muss daher ein Helm ausgetauscht werden, weil das Styropor definitiv verformt ist und daher bei einem erneuten Sturz keine Dämpfung mehr erreichen würde.

## Erkannte aber ungelöste Probleme

Reithelm Vielseitigkeit nach einem Sturz: Trotz Helm diffus axonale Schädigung mit schwersten bleibenden Unfallfolgen Schwerstes SHT

Ein wesentlicher Aspekt von Kopfverletzungen beim Sport ist bei der Helmkonstruktion und bei den diversen Helmnormen bisher nicht berücksichtigt: Helme sind zur Dämpfung von Kräften konstruiert, die senkrecht auf den Sportlerkopf auftreffen. Dabei soll der Helm die auf den Schädel wirkende Kraft so verringern, dass schwere oder tödliche Verletzungen, früher vornehmlich definiert als Schädelfrakturen, vermieden werden. Die entsprechende Grenzkraft ist mit Hilfe von Tier- und Leichenexperimenten in den 70er Jahren auf 200G festgelegt worden
. Wir wissen aber inzwischen: Durch den Aufprall auf den Boden oder auf Hindernisse erhalten Kopf und Helm und damit auch das Gehirn jedoch immer auch einen Rotationsimpuls, der sich auch auf die Halswirbelsäule auswirkt. Rotationsimpulse sind in der überwiegenden Zahl der Fälle für die Schwere von Schädel-Hirn-Traumen verantwortlich. Dies wurde bei Untersuchungen bei Boxern festgestellt. Es kommt aufgrund des ausgeprägten rotatorischen Bewegungsspielraums der Hirnsubstanz innerhalb der Kalotte eher als bei geradem Aufprall zu Gefäß- und Gewebezerreißung und damit zu lebensbedrohlichen Blutungen. Besondere Aufmerksamkeit erfordert, dass der Helm durch seine Struktur den Kopf-Helm-Radius deutlich vergrößert und damit den rotatorischen Impuls erheblich verstärkt, womit der Helm selber die Unfallfolgen verschlimmern kann.  Weil diese Rotationskraft grundsätzlich eine vitale Gefährdung darstellt, besteht durch die Verschieblichkeit der Kopfhaut gegenüber dem knöchernen Schädel bereits ein natürlicher biologischer „Sicherheitsmechanismus“. Dieser brachte den damit ausgestatteten Menschen einen Sicherheitsvorteil in der Evolution. Diesen Rotationsenergie-spezifischen Effekt versucht seit einigen Jahren eine eingeschobene dünne Gleitschicht zwischen Helmschale und Kopf zu imitieren, die seit wenigen Jahren als Multi-Directional Impact Protection System (MIPS) in bewährte und existierende Helmkonzepte integriert wird. Ein sicherer Nachweis der vermehrten Schutzfunktion konnte bisher nicht erbracht werden.

## Notwendige Entwicklung
Eine weitere noch nicht gelöste Herausforderung an Sporthelme ist die Tatsache, dass es sich bei einem großen Teil der durch Sturz verursachten Schädelhirntraumen um leichte Formen wie Gehirnerschütterung handelt. Diese leichten SHT werden durch Helme in keiner Weise verhindert. Dazu sind die Helme generell zu steif, ihre Styropor-Dämpfungs-Schicht ist nur zur Dämpfung schwerster Kräfte geeignet. Ob zukünftig die Entwicklung von Helmkonzepten gelingt, die bei schwersten und leichten SHT eine Schutzwirkung entfalten, ist fraglich. Grundlagenforschung zu diesen Verletzungen wird intensiv betrieben u. a. unter Verwendung von finite Elemente Techniken. Direkten Einfluss auf die Entwicklung neuer Helmkonzepte hat die Forschung nicht. Existierende europäische EN1384:2023, US-amerikanische ASTM F1163 und britische PAS 015 und BS EN 1384 Helm-Standards und Normen zementieren die existierenden Schutzkonzepte und verhindern damit ökonomische Chancen für neue Produkte nach aktuellen wissenschaftlichen Erkenntnissen. Allerdings: Das Problem ist wahrgenommen und die FEI hat eine Arbeitsgruppe eingesetzt.

## Risikoerhöhung
Eine die Sicherheitswirkung eines Helms massiv beeinträchtigende Entwicklung findet sich in einigen Sportarten: So werden Action-Camcorder fest auf Helmen verschraubt, um eindrucksvolle Sportbilder produzieren zu können. Bei einem Sturz kommt es durch den fixierten Helmaufbau aber zu erheblichen zusätzlichen Rotationsimpulsen auf den Kopf des Sportlers mit möglicher deutlicher Zunahme der schweren Hirnverletzungen. Damit wird die Schutzwirkung eines Sporthelms erheblich gemindert. (Nicht verletzungsrelevant ist hingegen die Idee der sturzgetriebenen Invasion der Helmkamera in die Struktur des Helms und damit des Kopfes des Sportlers.) Trotz des guten Schutzhelms könnte bei Michael Schumacher durch die nachgewiesene Anbringung einer Kamera ein deutlicher zusätzlicher Rotationsimpuls bei der Aufprallenergie mitgewirkt und das Hirntrauma gefährlich verschärft haben.

## Arten
Aus verschiedenen Anforderungen haben sich verschiedene Arten von Sporthelmen entwickelt:
- besonders leicht – beispielsweise Fahrradhelme
- temperaturunempfindlich – beispielsweise Ski- und Snowboardhelme
- viel Energie aufnehmend – beispielsweise Motorradhelme und Automobilsporthelme
- besonders robust – beispielsweise Kletter-/ Steinschlaghelme, Footballhelme und Reithelme
- Verstellmöglichkeit nach Größe und Form des Visiers (Gitter oder Halbschutz) im Eishockey und Inlinehockey
- nach innen und außen gepolstert – beispielsweise Boxerhelme
- Wasser- und luftdicht – beispielsweise Taucherhelme
- Wasserunempfindlich – beispielsweise Kajakhelme

Es gibt auch Mehrzweckhelme, welche die Prüfnormen für mehrere Sportarten erfüllen, beispielsweise Skihelme, die auch für Klettern, Skaten und Radfahren geeignet sind. Reithelme, welche auch die Fahrradhelm- und die Ski-Normen erfüllen.

## Reithelm

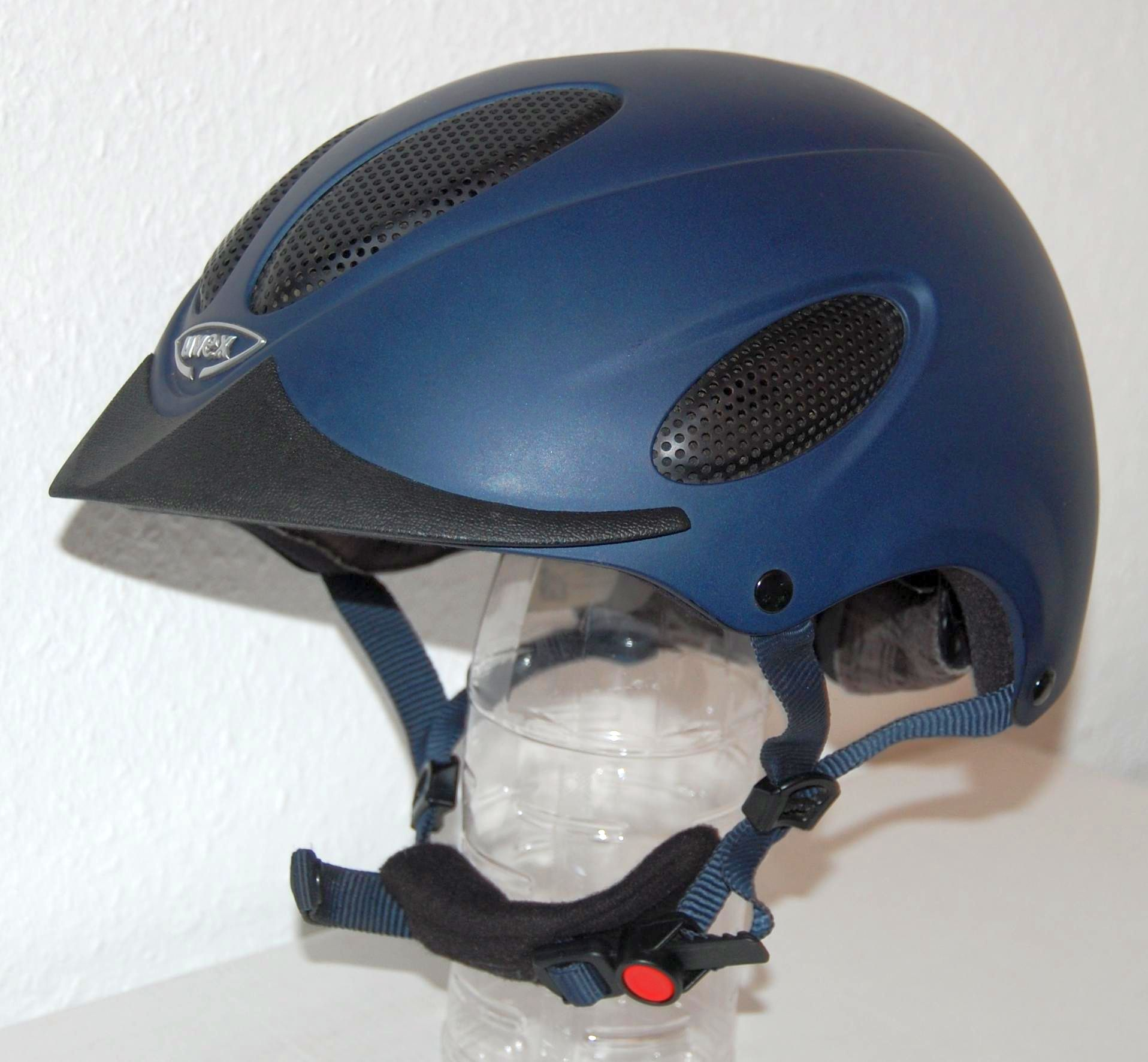
Reithelm

Je nach Einsatzzweck gibt es äußerlich unterschiedliche Reithelme, die sich aber im grundsätzlichen Aufbau nicht unterscheiden. Entscheidend ist bei allen Helmen die äußere elastische Kunststoffschale, die den Schutz des Kopfes gegen scharfe oder scharfkantige Gegenstände beim Aufprall sowie eine gute Gleitfunktion der Helm-Oberfläche sicherstellt. Damit können z. B. Huftritte abgemildert werden. Die Dämpfung der Kräfte auf Schädel und Hirn werden beim Sturz durch definitive Deformation einer inneren dicken verformbaren Styroporschale erreicht. Moderne Reithelme haben sehr gute Vergurtung und anpassbaren Polsterung für konsequent optimalen Sitz, gute Belüftung zur Kühlung und glatte Oberflächen, um das Bremsen des Helms beim Aufprall zu verhindern. Helmoberflächen mit hohem Reibungskoeffizienten erzeugen Rotationsimpulse auf den Kopf und auf die Halswirbelsäule, damit können sie das Verletzungsrisiko erheblich erhöhen.
Für Reithelme existieren wie für andere Sicherheitsausrüstung auch nationale und internationale Standards (siehe notwendige Entwicklungen)
- Reithelm für das Freizeit- und Springreiten, wird inzwischen auch beim Dressurreiten verwendet
- Reithelm für das Jagdreiten
- Helme für den Polo-Sport, zusätzlich wegen der benutzen Schläger und Bälle oft mit größerem Visier und Gesichtsschutz
- Militaryhelm beim Vielseitigkeitsreiten („Military“)
- Westernhelm für das Westernreiten
- Kappe mit Rennfarben für das Rennreiten

## Fallschirmsprunghelm
Beim Fallschirmspringen werden für Sprungschüler Hartschalenhelme benutzt; lizenzierte Springer sollten einen tragen. Der Springer kann sowohl durch falschen Absprung an die Absetzmaschine mit dem Kopf anschlagen, als auch im Freifall mit anderen Springern insbesondere beim Relativspringen zusammenstoßen. Bei der Landung kann der Springer mit dem Kopf besonders bei Starkwind und bei Mit-Wind-Landungen an Bodenhindernisse aufschlagen. Fallschirmsprunghelme für Relativ-Sprünge und MFF haben meist ein Frontvisier. MFF-Fallschirmsprunghelme für Sprünge über 3750 m über Grund oder Gleiteinsätze verfügen auch über einen Sauerstoffanschluss. Helme für Sprungschüler und MFF haben darüber hinaus meist Aussparungen für Kopfhörer für Funkgeräte.

## Berghelm
Beim Bergsteigen und Klettern wird der Berghelm zum Schutz vor Steinschlag eingesetzt und zum Schutz bei einem Sturz mit nachfolgendem Anprall an den Fels. Traditionell tragen Bergsteiger und Kletterschüler die Helmfarbe rot, Bergführer hingegen zur besseren Kenntlichmachung neongelb.

## Kritische Sonderentwicklung für Radfahrer: Airbag
Für den Fahrradsport wurde im Oktober 2010 in Schweden von der Firma Hövding ein „Airbag“ für Radfahrer entwickelt, der in Form einer wenig störenden Halskrause getragen und bei entsprechenden Beschleunigungswerten für einen Unfall, die von Gyroskop und Akzelerometer bestimmt, elektronisch ausgelöst zur Füllung und damit Entfaltung als Schutzkapuze gebracht. Für die Elektronik sind wiederaufladbare Akkus eingebaut. Die luftgefüllte Haube stülpt sich damit über den Kopf des Radfahrers und sollte ihn vor lebensbedrohlichen Verletzungen schützen. Viel Zuspruch erhielt das Konzept nach anfänglich auch positiven wissenschaftlichen Arbeiten vor allem dadurch, dass es intensiv bei YouTube und in Fahrradläden promotet wurde, in Deutschland sogar mit dem Werbe-Slogan „der beste Fahrradhelm“
Problematisch war allerdings das Grundkonzept einer Plastik-Kapuze, die explosionsartig mit Luft gefüllt wurde: Die Vorrichtung verarbeitet die auf den Kopf einwirkenden Kräfte nicht definitiv wie eine dauerhaft deformierbare Styroporschale des klassischen Schutzhelms, sondern sie speichert die Kraft nur durch Gas-Kompression und gibt die gespeicherte Energie sofort wieder an den Kopf ab. Ein sogenannter traumatischer Doppel-Hit mit Gefährdung für ein SHT. Daher war der Hövding nie in der Lage, klassische Standard-Normen für Helme zu erfüllen. Es wurde durch den Hersteller für den Markt in den USA ein Antrag auf Verringerung der Norm-Anforderungen an den Hövding gestellt. Die dazu vorgenommenen Tests zeigten aber, dass selbst im insufflierten Zustand Hövding nie in der Lage war, einen nur annähernd guten Schutz für den Kopf zu bieten wie ein klassischer Helm.
Nachdem 2019 die Firma eine dritte Version des Hövding auf den Markt brachte, erließ die schwedische Behörde für Verbraucherschutz ein Verkaufsverbot, dem kurz danach der Rückruf des Produktes und die Erklärung der Insolvenz und die Einstellung der Produktion am 15. Dezember 2023 erfolgte.

## Sonstiges

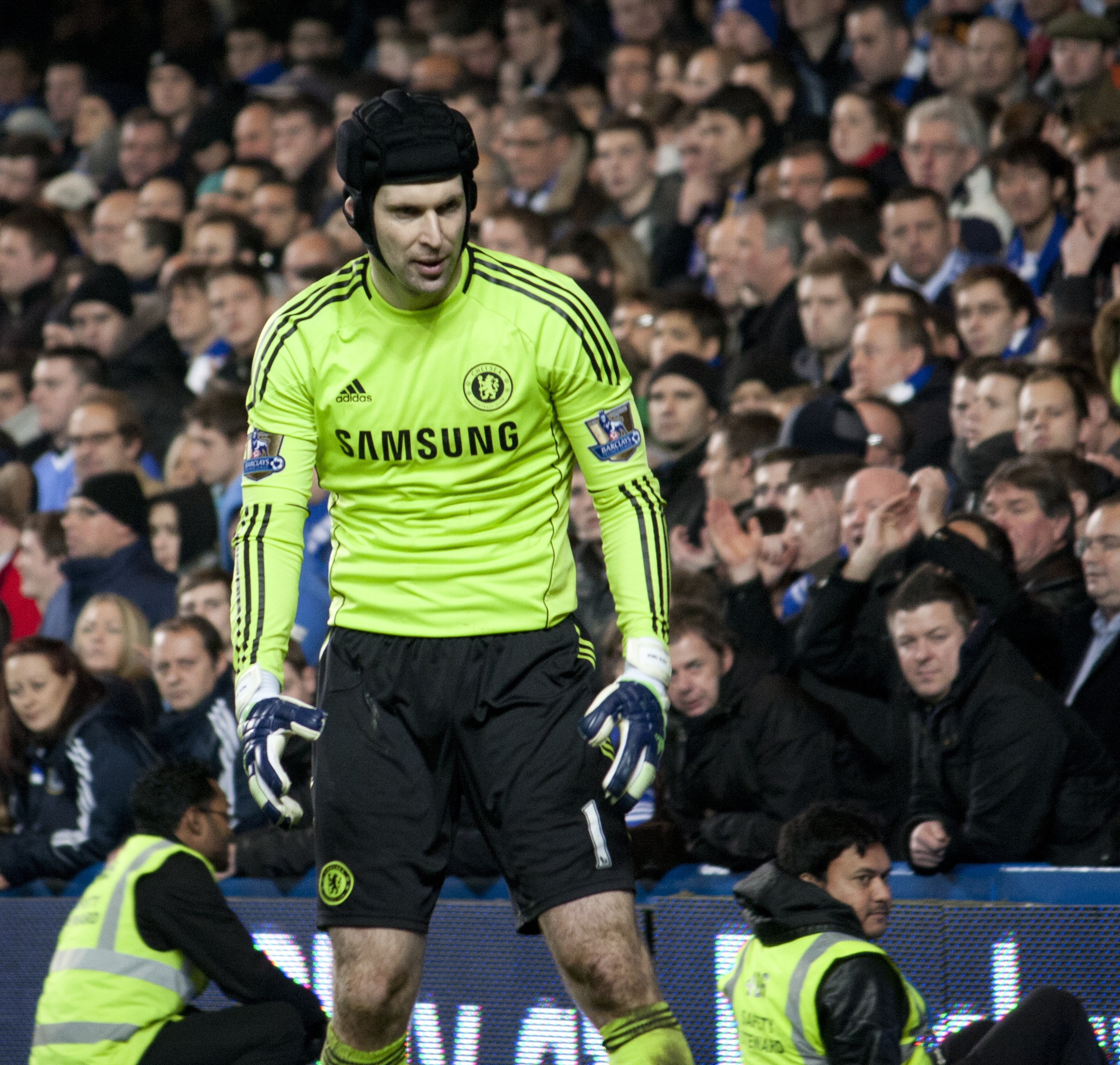
Torwarthelm im Fußball

Der Berufsverband der Deutschen Chirurgen (BDC) fordert eine Helmpflicht auf deutschen Skipisten. Laut BDC verletzen sich pro Saison rund 43.000 deutsche Skifahrer im In- und Ausland auf einer Piste so schwer, dass sie ärztliche Hilfe brauchen. Mehr als 3000 von ihnen erleiden demnach schwere Kopfverletzungen. In Südtirol und Teilen Österreichs gilt laut BDC bereits eine Helmpflicht für Kinder bis zum vollendeten 15. Lebensjahr.
Schwere Skiunfälle Prominenter haben etwa seit dem Jahr 2000 das öffentliche Bewusstsein dafür erhöht, dass Skifahren eine Sportart ist, bei der sich das Tragen eines Helms empfiehlt. Der Deutsche Skiverband schätzte 2013, dass fast 80 Prozent aller Skifahrer einen Helm tragen. Während 2008 in Deutschland Skihelme für knapp 20 Millionen Euro gekauft wurden, gaben die Wintersportler im Jahr darauf fast 47 Millionen für den Kopfschutz aus. Am 1. Januar 2009 war Dieter Althaus, damals Ministerpräsident von Thüringen, auf der Riesneralm in Österreich mit einer Frau zusammengeprallt. Sie fuhr ohne Helm und starb, Althaus trug einen Helm.
Die 1975 gegründete Stiftung Sicherheit im Skisport betreibt unter anderem seit der Saison 1979/80 eine „Auswertungsstelle für Skiunfälle“ (ASU). Von 1979/80 bis 2012/13 sind die Unfallzahlen um mehr als 58 Prozent zurückgegangen.
Die Bundesanstalt für Arbeitsschutz und Arbeitsmedizin sammelt und veröffentlicht unter anderem Daten zu Unfallverletzungen in Heim- und Freizeitbereich. Dabei stützt sie sich auf Schätzungen bzw. Hochrechnungen des Robert Koch-Institutes (RKI) auf Befragungsdaten (GEDA und KiGGS). Ihre Statistik weist für 2011 u. a. folgende Zahlen für Deutschland aus:

3,1 Millionen Freizeitunfälle, davon 7.796 tödliche Unfälle (von insgesamt 20.406 tödlichen Unfällen – das sind 38,2 Prozent).
Das Oberlandesgericht München sprach einem Skiunfallopfer ein Mitverschulden für die entstandenen Kopfverletzungen zu, weil er keinen Skihelm getragen hatte.
Der Kopfschutz im Fechten wird als Maske bezeichnet.